# おふさ観音
おふさ観音（おふさかんのん）は、奈良県橿原市小房町にある高野山真言宗の別格本山の寺院。山号は十無量山。本尊は十一面観世音菩薩。正式名称は十無量山観音寺。イングリッシュローズが境内に所狭しとあふれる「花まんだらの寺」として知られる。大和三山の耳成山と畝傍山のほぼ中央に位置する。

## 歴史
慶安3年（1650年）4月、この辺りにあった鯉ヶ淵という池の中から白い亀に乗った観音菩薩が現れ、それを発見した付近に住む娘おふさが小さな堂を建立して比叡山延暦寺北谷にあった観音院の本尊・十一面観音を譲り受けて祀ったことが起源とされている。
現在の本堂は明治時代に庶民の寄付によって建立されたものである。
元禄3年（1690年）に作られた梵鐘があったが、太平洋戦争中の1944年（昭和19年）に金属類回収令によって供出された。

## 境内
- 本堂 - 明治時代再建。
- 金毘羅尊社
- 庫裏
- 亀の池
- 庭園「円空庭」 - 鯉の池を中心とした庭園。
- 茶房おふさ
- 茶室「禿亀庵」
- 一露庭
- バラ園
- 大師堂
- 恵比寿尊社
- 三宝荒神堂
- 西諸尊堂 - 玉置の大神、愛染明王、弁財天の「西の三体様」を祀る。
- 鐘楼堂
- 東諸尊堂 - 地蔵菩薩、正市井稲荷大明神、弥勒尊石、福の神の「東の四体様」を祀る。
- 山門

## 花まんだら

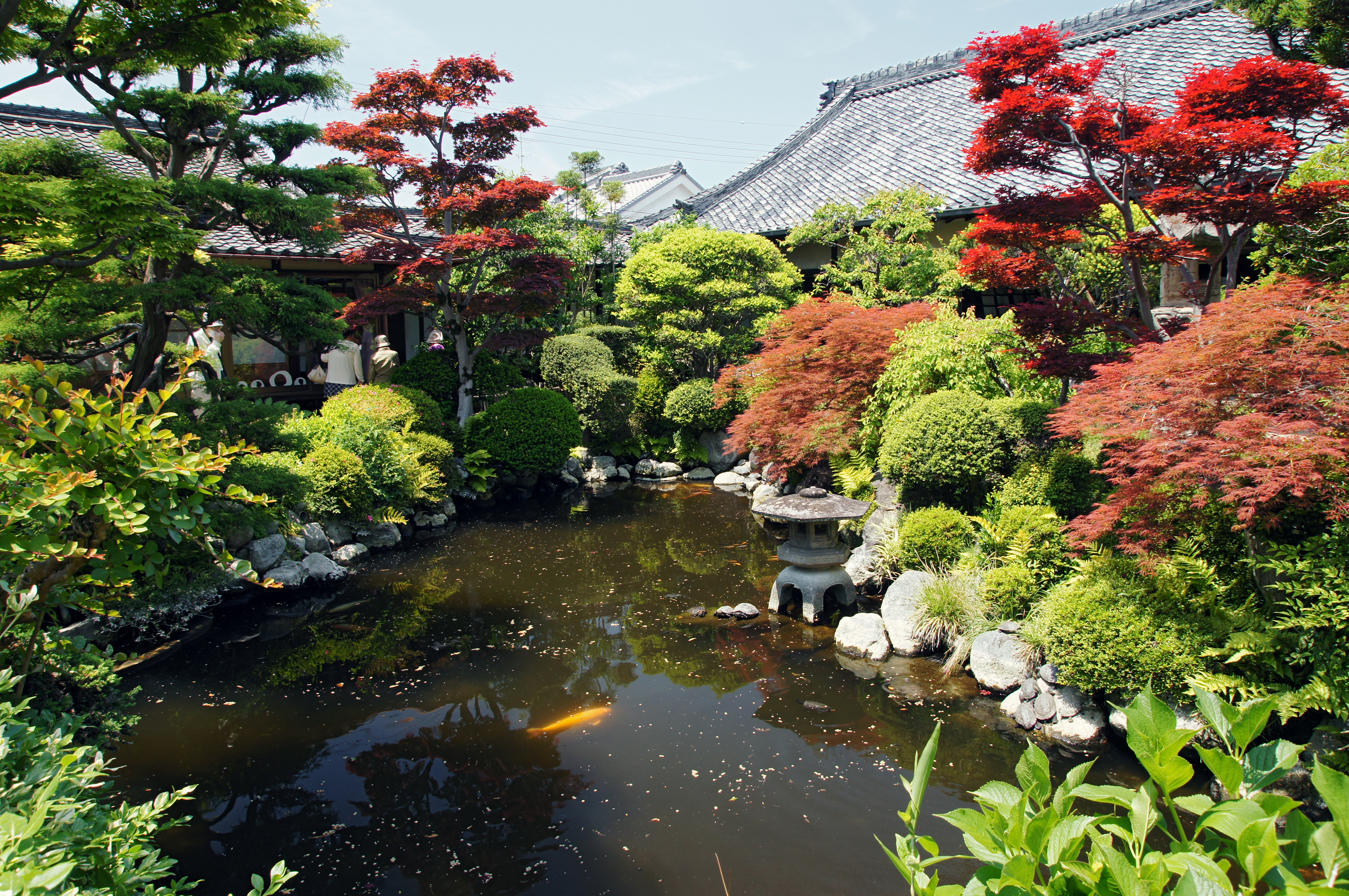
円空庭鯉の池

参詣者をもてなす目的で、イングリッシュローズを中心に約3,800種およそ4,000株のバラとクレマチス・ハーブなどの植物が境内で栽培・展示されている。花のほとんどは鉢植えで管理され、バラまつり以外の行事期間前後は移動している。鑑賞するだけでなく、近づいて香りも楽しめるようにと、縦横に通路を配して展示されている。花を用いて曼荼羅を境内に表現したとして、寺では花まんだらと称している。

## 前後の札所
大和ぼけ封じ霊場
大和七福八宝めぐり（恵比寿天）
大和十三仏霊場
7 新薬師寺　-　8 おふさ観音　-　9 長弓寺
大和北部八十八ヶ所霊場
78 地蔵寺　-　79 おふさ観音　-　80 長岳寺

## 行事
- 恵比寿大祭：1月中旬
- 春の大祭：4月17日・18日
- バラまつり
  - 春：5月15日 - 6月30日
  - 秋：10月19日 - 11月30日
- 風鈴まつり：7月1日 - 8月31日
- 夏祭り：7月17日
- ボケ封じ大祭：9月15日（安倍文殊院と交互に隔年で行う、現在おふさ観音は西暦末尾奇数年が担当）
- 秋の大祭：10月17日・18日

## 交通
- JR桜井線畝傍駅より徒歩10分
- 近鉄八木西口駅より徒歩12分
- 近鉄大和八木駅より

奈良交通バス「菖蒲町四丁目」・「湯盛温泉杉の湯」・「大淀バスセンター」・「下市町岩森」行きで「小房（おぶさ）」下車、徒歩5分